# Schloss Brake

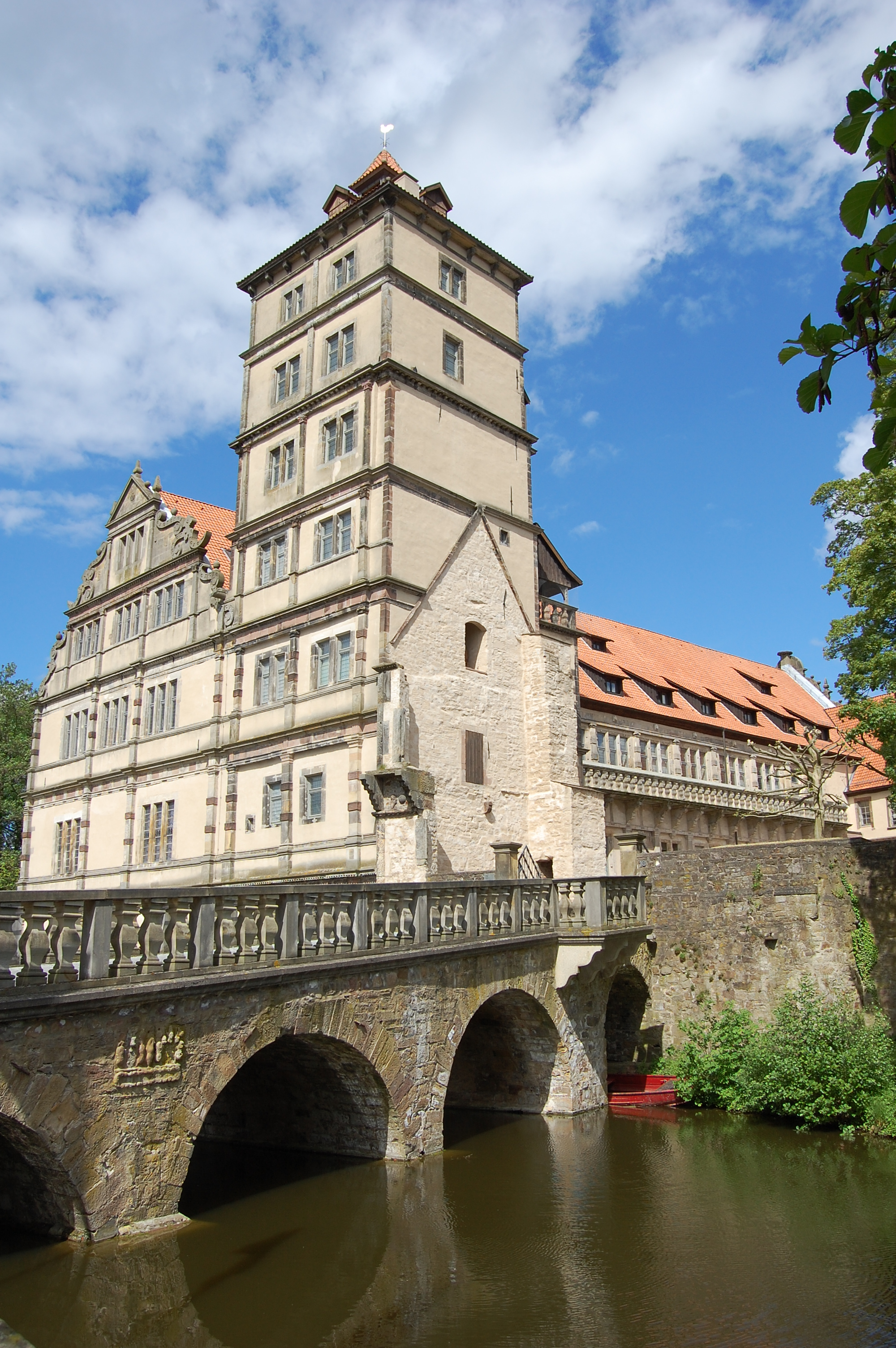
Schloss Brake

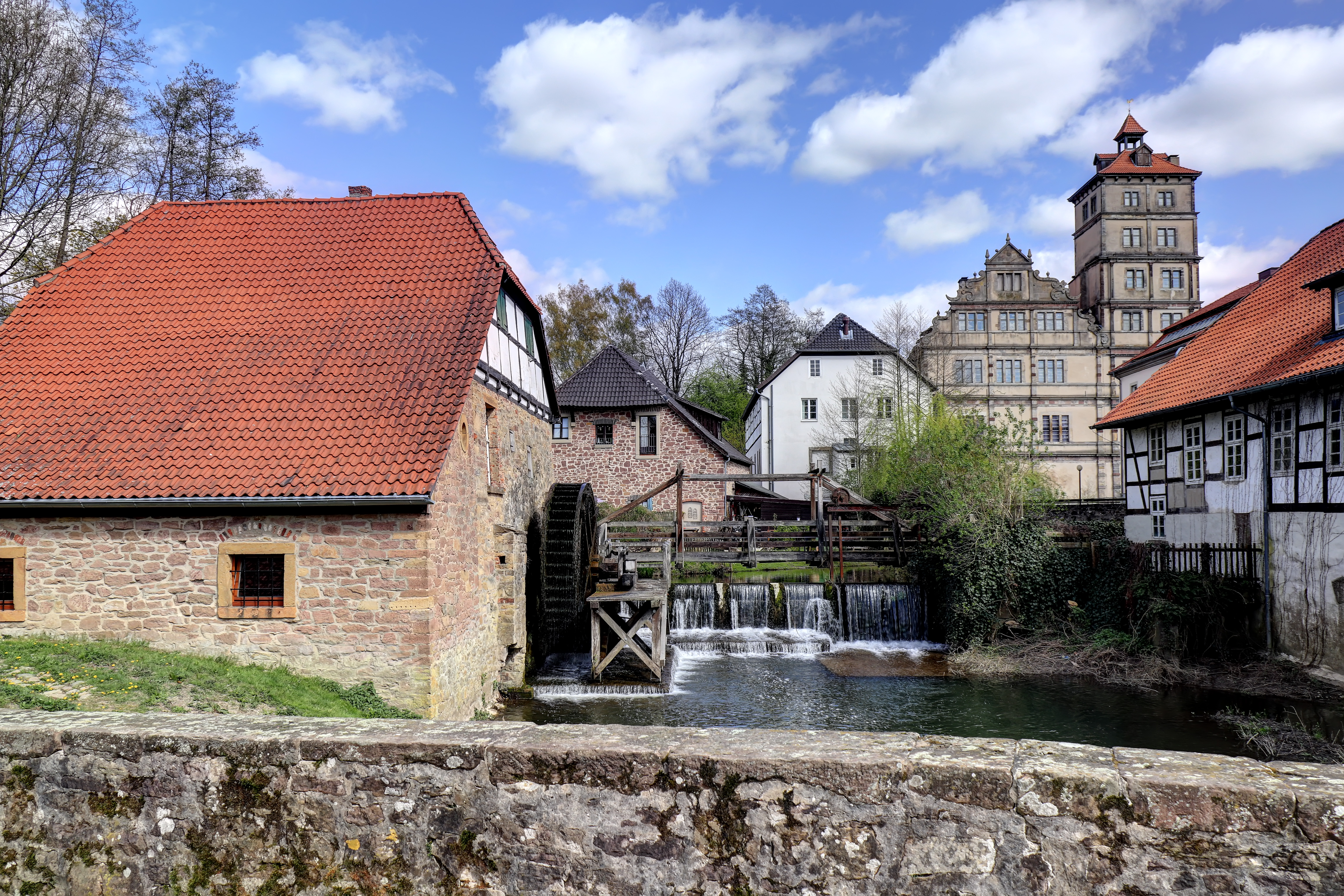
Schloss Brake mit Schlossmühle 2020

Das Schloss Brake ist ein Wasserschloss der Weserrenaissance in Lemgo, Nordrhein-Westfalen. Es ist der Sitz des Landesverbands Lippe. Im Schloss befindet sich außerdem das Weserrenaissance-Museum.

## Geschichte

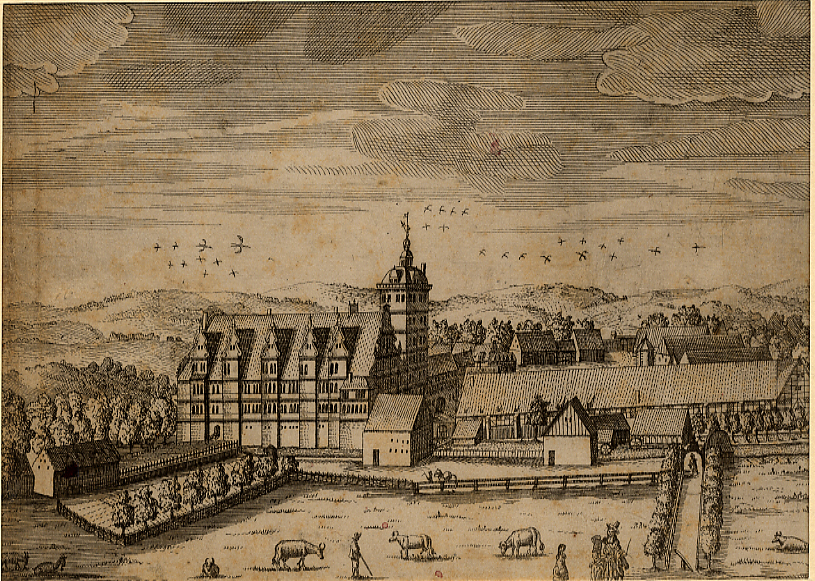
Kupferstich der Brüder Elias und Heinrich van Lennep aus der Zeit 1663/1665

Der heutige Zustand des Schlosses ist das Ergebnis von mehreren Umbauten und Erweiterungen.
1982 wurde bei Sanierungsarbeiten eine Turmhügelburg aus dem 11. Jahrhundert als „Vorläufer“ oder „Vorgänger der zweiten Generation“ entdeckt. Es war eine bis zwei Meter mächtige Schüttung. Diese erste Periode des Steinbaus war vermutlich die 1173 urkundlich belegte munitio Brach (lateinisch munitio = Befestigung, Schanze) des Edelherrn Werner von Brach. Diese Hügelschüttung wurde in der zweiten Hälfte des 12. Jahrhunderts als Voraussetzung für die geplante große Burgerneuerung mit Burgerweiterung abgegraben.
Nach 1190 ließ sich dann Edelherr Bernhard II. zur Lippe dort eine steinerne Burg errichten. Ihre Ausmaße glichen in etwa denen des heutigen Schlosses. Es handelte sich um eine der größten mittelalterlichen Burgen Norddeutschlands. Es war eine Ringmauerburg mit einer 1,20 Meter starken Befestigungsmauer und mit einem Wassergraben.
1306 wurde dieses „castrum brac“ erstmals schriftlich erwähnt. Es war der bevorzugte Sitz der Edelherren (ab 1528 Grafen) zur Lippe. 1447 kam es in der Soester Fehde zur Eroberung und zur Brandschatzung der Burg. Um 1500 verlor Brake an Bedeutung durch den Ausbau Detmolds zur Hauptresidenz. Um 1570 war Brake Witwensitz. Katharina von Waldeck, Witwe Simons V., ließ den Saalbau (Südflügel) modernisieren und das Torhaus erneuern.
Im Jahre 1447 wurde die Wasserburg Brake zerstört. Den Neubau des Braker Schlosses auf den Grundmauern der Burg begann der Baumeister Hermann Wulff Ende des 16. Jahrhunderts. Zuerst entstanden der Nordflügel mit dem Festsaal sowie der Nordturm mit den fürstlichen Gemächern. Um 1587 bestimmte Graf Simon VI. zur Lippe Schloss Brake zum Regierungssitz und ließ das Schloss 1587 im Stil der Renaissance ausbauen.
Der Südflügel wurde im 19. Jahrhundert umgebaut. Der westliche Torflügel wurde 1603 von Hermann Roleff errichtet und etwa um 1820 abgerissen. Von der um 1670 errichteten Wassermühle, deren Wasserrad im 20. Jahrhundert instand gesetzt wurde, bietet sich ein schöner Blick über den Wassergraben hinweg auf den Turm und die Westfront des Schlosses.
Der (nach Albert Neukirch) fast italienisch anmutende stattliche Nordturm ist in der Weserrenaissance einmalig. Für Hermann Wulff charakteristisch ist die ausgewogene Vertikal- und Horizontalgliederung der monumentalen westlichen Schaufront, deren oberer Teil originalgetreu wiederhergestellt wurde. Die Turmbekrönung ist nicht mehr ursprünglich. An der Hofseite hat der Nordflügel eine Oberstockgalerie, deren Balustradengeländer 1960 und 1961 in Anlehnung an die Turmgalerie erneuert wurde. Durch ein kräftiges Wappenportal von 1591 betritt man das Turminnere. Hier sind in zwei Räumen Stuckarbeiten von Conrad Rotermundt (um 1586) erhalten.
1643 wurde August zu Lippe-Brake im Schloss geboren. 1663 ließ Graf Casimir zu Lippe-Brake den Ostflügel zu seiner heutigen Gestalt umbauen. Hier finden sich noch Stuckarbeiten aus dem Jahre 1666. Auch der Südflügel wurde neu gestaltet, die Schäferpforte wurde erneuert und auch an der Meierei und an den Mühlen ausgebessert. Im Norden des Schlosses, im heutigen Lindenhausgebiet, entstand ein von Arend Otto und seinem Sohn Johann Nevelin gestalteter repräsentativer Barockgarten mit Orangerie.
1805 wurde das Inventar des Schlosses versteigert. 1811 riss man den baufälligen Westflügel ab. 1819 entstanden Wohnungen im Nordflügel. 1825 nahm der Ostflügel die Fürstliche Musterbrauerei auf. 1830 brach man das an der Schlossbrücke stehende Torhaus von 1587 ab. Ab 1932 war Schloss Brake Sitz der Kreisverwaltung Lemgo und wurde nach der Gebietsreform und der Auflösung des Kreises Lemgo 1973 vom Landesverband Lippe übernommen. Ab 1983 erfolgte eine durchgreifende Sanierung. Seit 1986 befindet sich im Schloss das Weserrenaissance-Museum.

## Sonstiges
Auf dem Schlossgelände befindet sich eines von nur drei bekannten Vorkommen der Wilden Tulpe (Tulipa sylvestris) in NRW. Die Population dieser nach der Bundesartenschutzverordnung besonders geschützten Art ist vermutlich auf verwilderte Zierpflanzen eines Barockgartens zurückzuführen.

## Grafen zur Lippe-Brake
Vom fürstlichen Schloss Brake (mit einem Irrenhaus) hatte die 1621 von Otto, einem der drei Söhne von Simon VI, gestiftete und 1709 erloschene Linie den Namen Lippe-Brake.